# Lý Văn Đường
Lý Văn Đường (tiếng Trung giản thể: 李文堂, bính âm Hán ngữ: Lǐ Wéntáng, sinh năm 1965, người Hán) là nhà giáo dục, chính trị gia nước Cộng hòa Nhân dân Trung Hoa. Ông là Ủy viên dự khuyết Ủy ban Trung ương Đảng Cộng sản Trung Quốc khóa XX, hiện là Trưởng giáo dục Trường Đảng Trung ương và Học viện Hành chính Quốc gia, Chủ nhiệm Bộ Giáo Nghiên văn sử, Ủy viên Ủy ban Trường vụ.
Lý Văn Đường là đảng viên Đảng Cộng sản Trung Quốc, học hàm, học vị Giáo sư, Tiến sĩ Triết học. Ông là học giả chuyên môn nghiên cứu về nhân văn học và chính trị xã hội của thế giới và Trung Quốc.

## Xuất thân và giáo dục
Lý Văn Đường sinh vào năm 1965 tại chuyên khu Kim Hoa, nay là địa cấp thị thuộc tỉnh Chiết Giang, Cộng hòa Nhân dân Trung Hoa. Ông lớn lên và tốt nghiệp cao trung ở Kim Hoa, thi cao khảo vào năm 1983 và đỗ Đại học Sơn Đông, tới thủ phủ Tế Nam nhập học hệ triết học vào tháng 9 cùng năm và tốt nghiệp cử nhân chuyên ngành này vào tháng 7 năm 1987. Ông được kết nạp Đảng Cộng sản Trung Quốc khi còn là sinh viên, sau khi tốt nghiệp thì sang Thụy Sĩ để du học lĩnh vực khoa học xã hội và triết học ở Đại học Lausanne, Đại học Basel. Ông là nghiên cứu sinh sau đại học ở Sở nghiên cứu Triết học của Viện Khoa học xã hội Trung Quốc, được hướng dẫn bởi Giáo sư Vương Thụ Nhân và Giáo sư Lương Chí Học, và trở thành Tiến sĩ Triết học. Ông cũng từng là học giả thỉnh giảng ở Đại học Ludwig Maximilian München và Đại học Erlangen–Nuremberg của Đức.

## Sự nghiệp
Tháng 8 năm 1996, sau gần 15 năm học tập ở trong nước và châu Âu, Lý Văn Đường trở về Trung Quốc, được phân vào Trường Đảng Trung ương Đảng Cộng sản Trung Quốc công tác ở bộ môn văn học và lịch sử. Ông là giảng viên giảng dạy thuộc Bộ Giáo Nghiên văn sử phụ trách nghiên cứu và giáo dục văn học và lịch sử giai đoạn 1996–2009, chuyên môn về nhân văn học và chính trị xã hội, được phong chức danh Giáo sư ngành Triết học vào năm 2004. Tháng 12 năm 2009, ông được bổ nhiệm làm Thư ký Giáo học của Bộ Giáo Nghiên văn sử, thăng chức làm Phó Chủ nhiệm từ tháng 3 năm 2012 và là Chủ nhiệm từ tháng 5 năm 2016. Từ tháng 8 năm 2018, ông kiêm nhiệm đơn vị giáo dục và nghiên cứu văn sử của Trường Đảng Trung ương lẫn Học viện Hành chính Quốc gia. Tháng 11 năm 2021, Lý Văn Đường được bầu làm Ủy viên Ủy ban Trường vụ, đến ngày 15 tháng 7 năm 2022 thì được bổ nhiệm làm Trưởng giáo dục của Trường Đảng Trung ương và Học viện Hành chính Quốc gia, cấp phó bộ trưởng, và vẫn tiếp tục kiêm nhiệm là Chủ nhiệm Bộ Giáo Nghiên văn sử. Cuối năm 2022, ông tham gia Đại hội Đảng Cộng sản Trung Quốc lần thứ XX từ đoàn đại biểu khối cơ quan trung ương Đảng và Nhà nước. Trong quá trình bầu cử tại đại hội, ông được bầu là Ủy viên Ủy ban Trung ương Đảng Cộng sản Trung Quốc khóa XX.

## Tác phẩm
- Lý Văn Đường (2003).  极乐生活指南 [Kim chỉ nam sống hạnh phúc] (bằng tiếng Trung). Liêu Ninh: Văn thư Tân thế kỷ. ISBN 9787538264869.
- Lý Văn Đường (2008).  真理之光 [Ánh sáng chân lý] (bằng tiếng Trung). Tô Châu: Nhà xuất bản Giang Tô. ISBN 9787214049230.
- Lý Văn Đường (2013).  自由之路 [Đường tự do] (bằng tiếng Trung). Bắc Kinh: Nhà xuất bản Li Giang. ISBN 9787100086356.
- Lý Văn Đường (2015).  人文经典导读 [Đạo đọc kinh điển nhân văn] (bằng tiếng Trung). Bắc Kinh: Nhà xuất bản Li Giang. ISBN 9787540764395.